# Barbula cucullata
Barbula cucullata är en bladmossart som beskrevs av J. Fröhlich 1964. Barbula cucullata ingår i släktet neonmossor, och familjen Pottiaceae. Inga underarter finns listade i Catalogue of Life.